# Gilberto Teodoro
Gilberto Cojuangco Teodoro jr. (ur. 14 czerwca 1964 w Manili) – filipiński polityk, sekretarz obrony narodowej od 3 sierpnia 2007. Członek Izby Reprezentantów w latach 1998-2007. Kandydat w wyborach prezydenckich w 2010.

## Edukacja
Gilberto Teodoro urodził się w 1964 w Manili. W 1984 ukończył handel na Uniwersytecie De La Salle w Manili. W 1989 został absolwentem prawa na University of the Philippines. W tym samym roku został przyjęty w skład krajowej adwokatury. Przez kolejne siedem lat pracował jako prawnik w firmie EP Mendoza Law. W 1997 ukończył prawo (LLM) na Harvard Law School w Cambridge w USA. W tym samym roku wszedł w skład nowojorskiej adwokatury.

## Kariera polityczna
W latach 1998-200t był członkiem Izby Reprezentantów z I dystryktu prowincji Tarlac. W parlamencie stał na czele klubu koalicji Nationalist People's Coalition. Po dopuszczalnych przez prawo trzech kadencjach, na jego miejsce w izbie niższej wybrana została jego żona Monica Prieto-Teodoro.
3 sierpnia 2007 prezydent Gloria Macapagal-Arroyo mianowała go sekretarzem obrony narodowej.
W marcu 2009 Teodoro ogłosił zamiar udziału w wyborach prezydenckich w maju 2010. Opuścił szeregi Nationalist People's Coalition i wstąpił do rządzącej partii Lakas-Kampi-CMD. 16 września 2009 został wybrany oficjalnym kandydatem tej partii w wyborach prezydenckich.
W wyborach rezydenckich 10 maja 2010 zajął 4. miejsce z wynikiem 11% głosów poparcia, przegrywając z Benigno Aquino III (42%) i Josephem Estradą (26%) i Mannym Villarem (15%)